# Développement des ressources humaines Canada
Développement des ressources humaines Canada (DRCC) (anglais : Human Resources Development Canada) (nom légal : ministère du Développement des ressources humaines) est un ancien ministère du gouvernement du Canada, aboli en décembre 2003. Ce ministère avait de larges attributions dans le domaine des services sociaux.
DRCC était basé à la Place du Portage (en) à Gatineau.

## Historique

### Prémices (1993)
L'idée d'un ministère unique a été initiée en 1993 sur décision de la première ministre Kim Campbell dans le but de réduire le nombre de ministères fédéraux en regroupant ceux ayant des responsabilités similaires. Les ressources du ministère du Travail (qui est aboli) sont fondues dans le ministère de l'Emploi et de l'Immigration. Le poste distinct de ministre du Travail est cependant conservé même si en juin 1993 il est attribué à Bernard Valcourt qui est également ministre de l'Emploi et de l'Immigration et communément désigné comme ministre du Développement des Ressources humaines.

### Adoption de la loi constitutive (1996)
Si le ministère était fonctionnellement en activité depuis 1993, il faut attendre le 29 mai 1996 pour que la loi constitutive du ministère soit sanctionnée. La loi entre en vigueur le 12 juillet 1996 lorsqu'elle reçoit sa sanction royale et qu'elle est publiée à la Gazette du Canada.
Le ministère nouvellement créé récupère également certaines attributions de plusieurs autres ministères et organismes :
- Du secrétaire d'État du Canada : la direction générale de l'aide aux étudiants[5] ainsi que celle de l'aide à l'éducation[5];
- Du ministère de la Santé nationale et du Bien-être social (également aboli en 1996) la direction générale des programmes de sécurité du revenu et celle des programmes de service social[note 2],[6];
- L'ensemble des attributions de la Commission de l'emploi et de l'immigration du Canada qui est remplacée par la Commission de l'assurance-emploi du Canada[7].

### Dissolution (2003)
DRHC est dissout le 12 décembre 2003 lors de la réorganisation gouvernementale consécutive à la formation du Cabinet Martin. Le ministère du Développement social et le ministère des Ressources humaines et du Développement des compétences sont alors créés en remplacement. Ces deux ministères sont fusionnés à nouveau le 6 février 2006 par des décrets en conseil lors de la constitution du Cabinet Harper.

## Liste des ministres
Les ministres placés sous la responsabilité de DRHC ont été :
- Le ministre de l'Emploi et de l'Immigration du 4 novembre 1993 à l'abolition du poste le 12 juillet 1996 ;
- Le ministre du Travail du 4 novembre 1993 au 11 décembre 2003 ;
- Le ministre du Développement des ressources humaines du 12 juillet 1996 au 11 décembre 2003.